# Joseph Robidoux
Pour les articles homonymes, voir Robidoux.

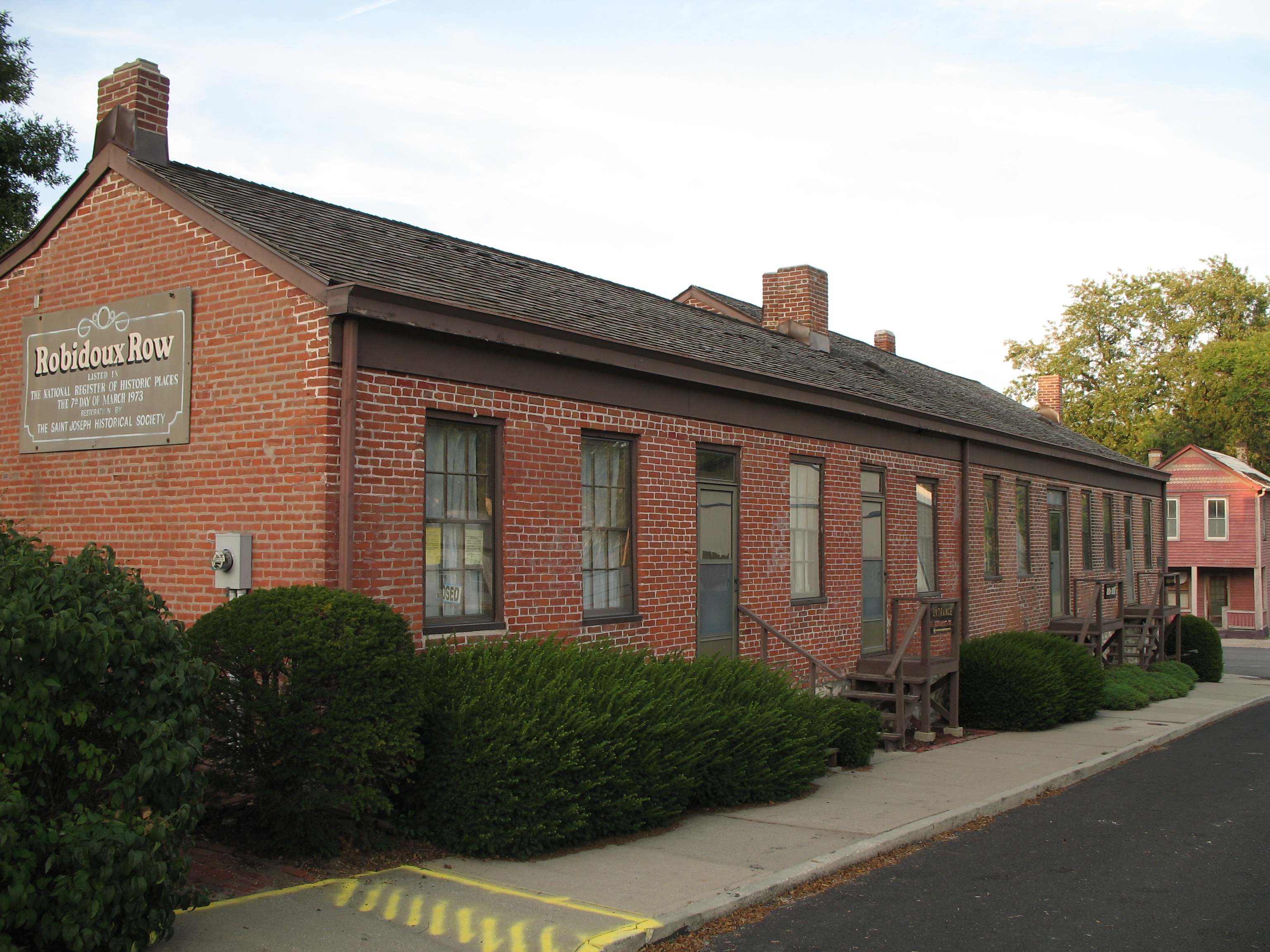
Maison mitoyenne Robidoux à Saint Joseph.

Joseph Robidoux, né en 1783 à Saint-Louis en Louisiane et mort en 1868 dans la ville qu'il fonda, Saint Joseph dans l'État du Missouri (États-Unis), est un pionnier, trappeur et négociant en fourrure.

## Biographie
Joseph Robidoux est le fils de Joseph Robidoux père et de Catherine Marie Rollet (1767-1798).  
Il est l'aîné de sept frères et sœurs : 
- François (1788-1856), explorateur de la Californie ;
- Pierre Isidore (1791-1852) ;
- Antoine (1794-1860), fondateur du poste de traite de fort Robidoux dans l'Utah
- Louis (1796-1868), fondateur de Rubidoux et de Riverside dans la French Valley en Californie ;
- Michel (1798-1858) ;
- Eulalie (1800-1818) ;
- Marie Pélagie (1800-1872).

Avec ses cinq frères (François, Pierre Isidore, Antoine, Louis et Michel), il développe leur entreprise familiale de commerce de fourrure le long du fleuve Mississippi et de la rivière Missouri.
En 1803, son père l'envoie à Fort Dearborn, près de Chicago, pour commercer avec les Amérindiens sur la traite des fourrures. Mais son dynamisme gêne les trappeurs locaux qui finissent par le chasser de leur région.
Vers 1811, il perd sa première femme, Eugénie Delisle, qui le laisse veuf avec un garçon Eugène Joseph Robidoux, seul survivant de leurs deux enfants (leur fille aînée, Thérèse Caroline, étant morte en bas âge en 1807).
En 1813, il épouse Angélique Vaudry avec laquelle il aura six garçons (Faraon, Jules, Francis, Félix, Edmond et Charles), ainsi que deux filles (Sylvanie et Messanie). 
En 1826, il est embauché par l'American Fur Company pour aller créer un poste de traite vers les collines Blacksnake, près du site de l'actuelle ville de Saint Joseph (Missouri). Il reste leur employé pendant quatre ans, au salaire de 1800 $ par an, avant de devenir un commerçant indépendant en 1830, année au cours de laquelle il fait construire des maisons mitoyennes appelées "maisons Robidoux"  et situées à l'angle nord-ouest de la 2e rue et de la rue Jules à Saint-Joseph. La ville est incorporée officiellement en 1843. La ville de Saint Joseph a été nommée en son honneur, Joseph étant son prénom.
Les rues (est-ouest) du centre-ville portent les prénoms de la seconde épouse de Joseph Robidoux, ainsi que ceux de leurs huit enfants.
À partir de 1843, il vend des lots de terrain à construire à la suite d'un projet de plan de ville élaboré par deux architectes embauchés par lui, Frederick W. Smith et Siméon Kemper. La ville se développe rapidement passant de 800 habitants en 1846 à près de neuf mille en 1860.
Joseph Robidoux meurt en 1868 dans la ville qu'il a fondée.